# 第36回ブルーリボン賞 (鉄道)

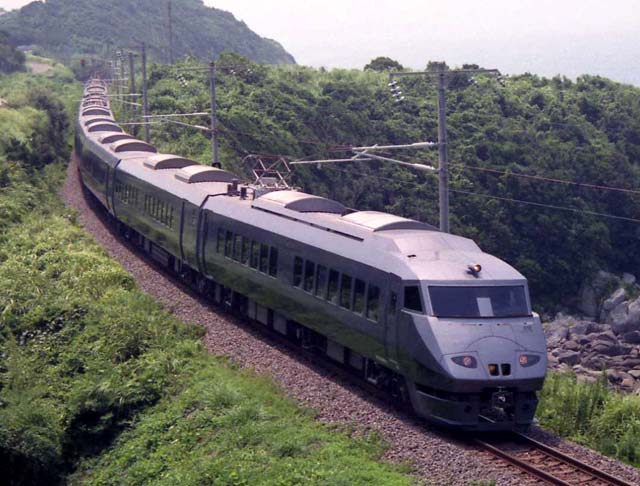
第36回ブルーリボン賞
JR九州787系

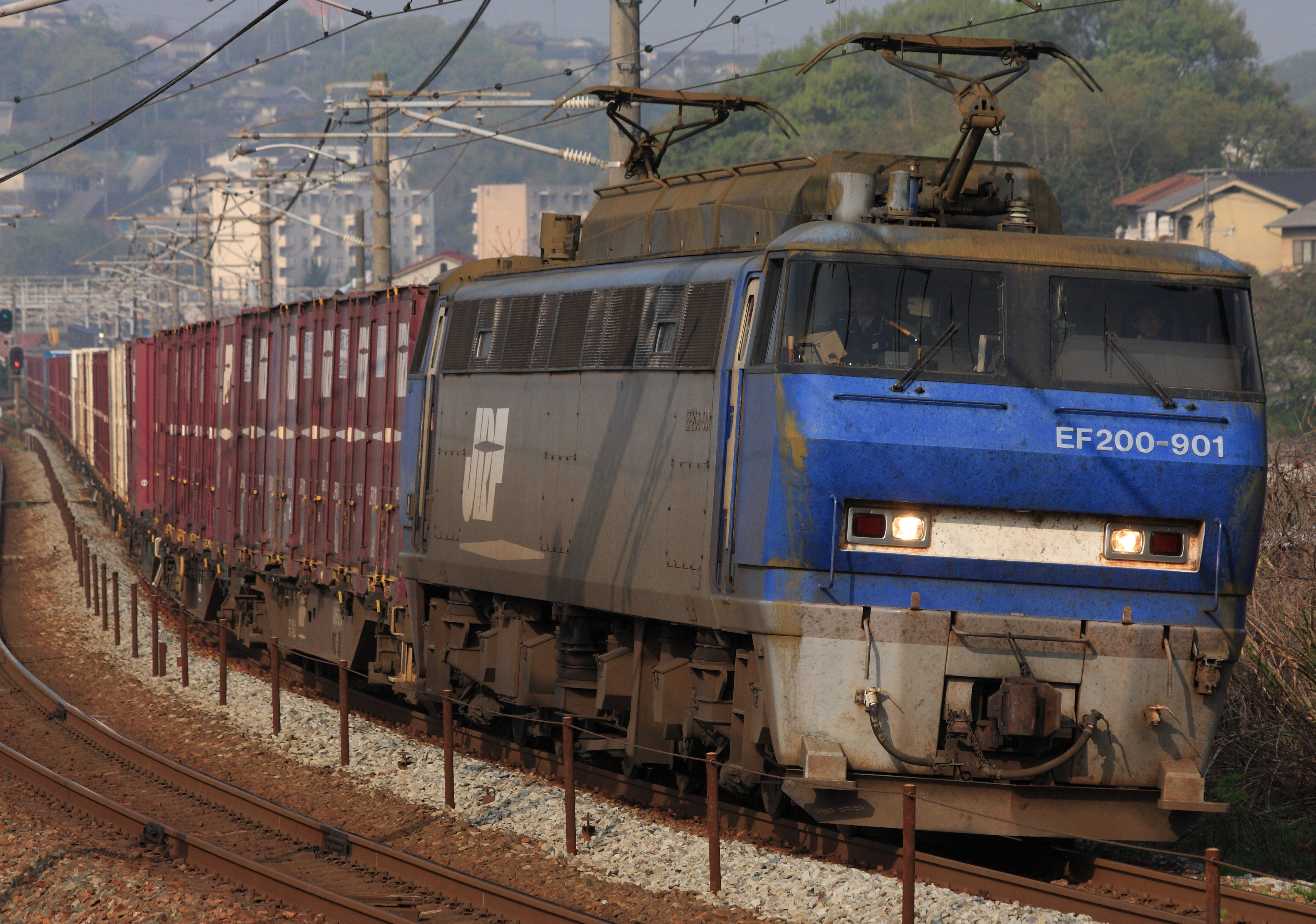
第33回ローレル賞
JR貨物EF200形

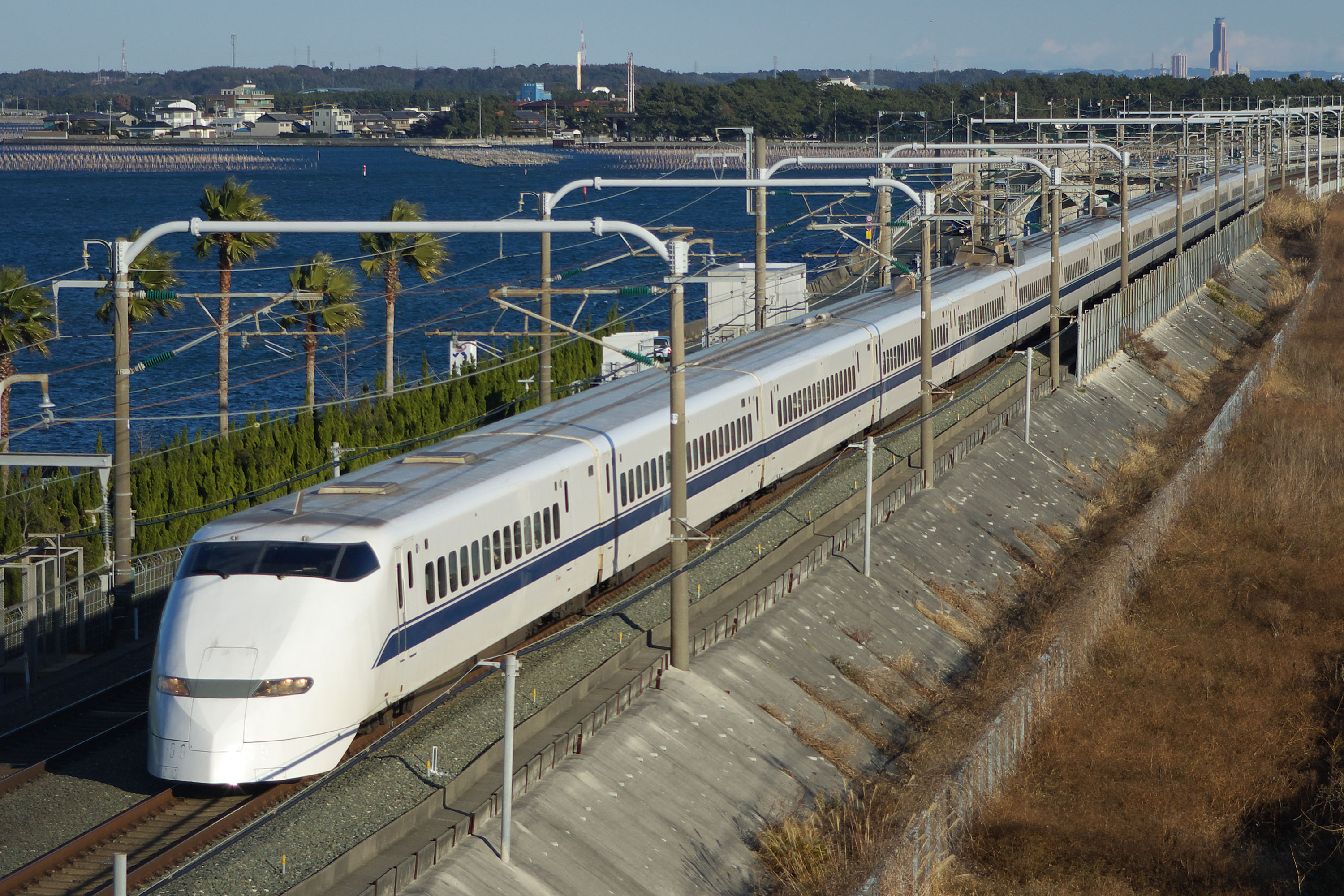
第33回ローレル賞
JR東海300系

第36回ブルーリボン賞（だい36かいブルーリボンしょう）は、1993年に鉄道友の会が選定したブルーリボン賞である。本項では、第33回ローレル賞（だい33かいローレルしょう）についても併せて記す。

## 概要
日本国内で使用する鉄道・軌道車両のうち、1992年1月1日から12月31日に日本国内で営業運転に就いた新形式車両またはそれとみなせる車両で、候補車両決定の時点で現に営業をしていることを概ねの要件とする選定候補車両32車種のなかから、ブルーリボン賞1形式、ローレル賞2形式が選定された。

## 選定車両

### ブルーリボン賞
- 九州旅客鉄道 787系電車
  - 有効投票数6190票のうち1171票により選定。

### ローレル賞
- 日本貨物鉄道 EF200形電気機関車
- 東海旅客鉄道 300系新幹線電車

## 候補車両
鉄道友の会ブルーリボン賞・ローレル賞選考委員会が候補車両とした32車種。
| 会社名         | 車両形式                                                                       |
| -------------- | ------------------------------------------------------------------------------ |
| 北海道旅客鉄道 | キハ183系5200番台気動車「ノースレインボーエクスプレス」                        |
| 鹿島臨海鉄道   | 7000形気動車                                                                   |
| 秩父鉄道       | 3000系電車                                                                     |
| 東日本旅客鉄道 | 400系新幹線電車 215系電車 901系電車（209系電車試作車）                         |
| 日本貨物鉄道   | EF200形電気機関車 クキ1000形貨車                                               |
| 東武鉄道       | 20050系電車                                                                    |
| 西武鉄道       | 6000系電車                                                                     |
| 京王帝都電鉄   | 8000系電車                                                                     |
| 東京急行電鉄   | 2000系電車                                                                     |
| 横浜市交通局   | 3000形電車                                                                     |
| 豊橋鉄道       | モ3500形電車                                                                   |
| 東海旅客鉄道   | 300系新幹線電車                                                                |
| 名古屋市交通局 | 5050形電車                                                                     |
| 長良川鉄道     | NTB形モーターカー・ナガラ3形客車・ナガラ5形客車・ナガラ7形客車「トロッコ列車」 |
| 西日本旅客鉄道 | 681系電車 キサハ34形客車 キハ120形気動車 オハネ15形350番台客車                 |
| 近畿日本鉄道   | 22000系電車                                                                    |
| 京阪電気鉄道   | 700形電車                                                                      |
| 南海電気鉄道   | 1000系電車 11000系電車                                                         |
| 四国旅客鉄道   | 8000系電車                                                                     |
| 阿佐海岸鉄道   | ASA-100形気動車・ASA-200形気動車                                               |
| 九州旅客鉄道   | 787系電車 スハネ25形2000番台客車                                               |
| 福岡市交通局   | 2000系電車                                                                     |
| 甘木鉄道       | AR200形気動車                                                                  |
| 熊本市交通局   | 9200形電車                                                                     |